# Lucy Duff-Gordon
Lucy Christiana, Lady Duff-Gordon (Londres, 13 de junio de 1863 - Londres, 20 de abril de 1935), frecuentemente referida como Lucile, fue una famosa diseñadora de moda británica del final del siglo XIX y del comienzo del siglo XX. Ella abrió salones de moda en Londres, París, Nueva York y Chicago, vistiendo a la alta sociedad, la aristocracia, la realeza y actrices del cine mudo, tales como Mary Pickford.
Lucy Duff Gordon fue una sobrevivente, al lado de su segundo marido, Sir Cosmo Duff Gordon, y su secretaria, del naufragio del RMS Titanic, el 15 de abril de 1912.
Ella también era la hermana mayor de la escritora Elinor Glyn. Falleció de cáncer de mama, complicado por neumonia, en una casa de descanso a los setenta y un años.